# Bladel
Bladel – miasto i gmina w prowincji Brabancja Północna w Holandii. W 2014 roku populacja wyniosła 19 825 mieszkańców. Stolicą i największym miastem jest miejscowość o tej samej nazwie. Gmina została utworzona w 1997 roku poprzez połączenie dwóch gmin: Bladel en Netersel oraz Hoogeloon, Hapert en Casteren. 
Przez gminę przechodzi A67 oraz droga prowincjonalna N284.

## Miejscowości

### Miasta
- Bladel (9820)

### Wioski
- Casteren (1010)
- Hapert (5200)
- Hoogeloon (2170)
- Netersel (870)
- Dalem (110)

### Przysiółki
- Biezenheuvel
- Broekenseind
- De Pan
- Egypte
- Franse Hoef
- Heieind
- Heikant
- Helleneind
- Het Bosch
- Heuvel
- Hoogcasteren
- Landorp
- Lemel
- Ten Vorsel